# Mananjary (rzeka)
Mananjary – rzeka na Madagaskarze, w prowincji Fianarantsoa, o długości 190 km. Swoje źródła ma na Płaskowyżu Centralnym. Uchodzi do Oceanu Indyjskiego w mieście Mananjary.